# Vilhelm IV av Hessen-Kassel
Vilhelm IV, född 24 juni 1532 och död 25 augusti 1592, också känd som Vilhelm IV den vise, var den förste lantgreven av Hessen-Kassel. Han var grundare av den äldsta grenen, vilken fortfarande finns idag.
Wilhelm var son till lantgreven Filip den ädelmodige och Christina av Sachsen och han uppfostrades i Strassburg under Johann Sturm, deltog som anförare för de hessiska trupperna i Moritz av Sachsens krig 1552 mot kejsar Karl V. Ett av uppdragen under kriget var att befria Wilhelms fångne fader, vilket lyckades. Vid faderns död, 1567, fick Vilhelm som andel av arvet efter honom Nieder-Hessen med Kassel, som han med omtanke styrde till sin död. Wilhelm var en stor vän och idkare av astronomiska studier. 
Han dog 1592 och efterträddes av sonen Moritz, som introducerade Kalvinismen i Hessen-Kassel.